# دورن تايلور
دورن تايلور (بالإنجليزية: Dorn Taylor)‏ هو لاعب كرة قاعدة أمريكي، ولد في 11 أغسطس 1958 في بلدة أبينغتون ‏ في الولايات المتحدة.

## وصلات خارجية
- دورن تايلور على موقعبيزبول رفرنس.كوم (الدوري الرئيسي) (الإنجليزية)
- دورن تايلور على موقعبيزبول رفرنس.كوم (الدوري الثانوي) (الإنجليزية)